# Théorie de la similitude de Monin-Obukhov
La théorie de la similitude de Monin–Obukhov décrit l'écoulement et la température moyenne dans la couche de surface en fonction de la hauteur (sans dimension) lorsque la stabilité de l'atmosphère est non neutre.
Elle est nommée d'après les physiciens russes Andrei Monin et Alexandre Oboukhov. La théorie de la similitude est une méthode empirique qui exprime des relations entre des variables sans dimension du fluide à partir de « fonctions universelles » basées sur le théorème de Vaschy-Buckingham. La théorie de la similitude est fréquemment utilisée en météorologie de la couche limite, dans laquelle il n'est pas toujours possible de résoudre les équations construites sur les principes de base.
Le profil logarithmique des vitesses déduit du modèle de la longueur de mélange de Prandtl est un profil vertical idéalisé pour les écoulements dans une atmosphère de stabilité neutre. Il énonce que la vitesse moyenne du vent est proportionnelle au logarithme de la hauteur. La théorie de la similitude de Monin-Obukhov généralise la théorie de la longueur de mélange à une atmosphère qui n'est plus de stabilité neutre. Elle utilise des fonctions dites universelles  qui exprime l'écoulement moyen et la température en fonction de la hauteur (exprimés sans dimension). La longueur de Monin-Obukhov Lest une caractéristique de la turbulence dans la couche de surface ayant la dimension d'une longueur exprimée pour la première fois par Obukhov en 1946. Elle est utilisée pour le facteur d'échelle de la hauteur z/L. La théorie de la similitude a été un progrès important dans le domaine de la micro-météorologie en fournissant une base théorique aux résultats expérimentaux.

## Longueur de Monin-Obukhov
La longueur de Monin-Obukhov Lest un paramètre ayant la dimension d'une longueur pour la couche de surface de la couche limite qui caractérise la contribution relative de l'énergie cinétique turbulente avec la production de flottabilité et de cisaillement. La longueur de Monin-Obukhov a été formulée à partir du critère de stabilité de Richardson pour la stabilité dynamique.
Il a été démontré que :
{\displaystyle L=-{\dfrac {u_{*}^{3}}{\kappa {\dfrac {g}{T}}{\dfrac {Q}{\rho c_{p}}}}}}
où {\displaystyle \kappa \approx 0.40} est la constante de von Kármán, {\displaystyle u_{*}} est la vitesse de friction, Q est le flux de chaleur turbulent, et {\displaystyle c_{p}} la capacité calorifique.  La température potentielle virtuelle {\displaystyle \theta _{v}} est souvent utilisée au lieu de la température T pour tenir compte de l'influence de la pression et de l'humidité. Q peut être écrit comme un flux de tourbillons vertical :
{\displaystyle Q=\rho c_{p}{\overline {w'\theta _{v}'}}}
où {\displaystyle w'} et {\displaystyle \theta _{v}'} sont respectivement les perturbations de la vitesse verticale et de la température potentielle virtuelle. Donc, la longueur d'Obukhov peut être définie comme suit :
{\displaystyle L=-{\dfrac {u_{*}^{3}}{\kappa {\dfrac {g}{\overline {\theta _{v}}}}{\overline {w'\theta _{v}'}}}}}
La longueur de Monin-Obukhov sert aussi de critère pour déterminer la stabilité statique de la couche de surface. Lorsque L < 0, l'atmosphère est statiquement instable tandis que lorsque L > 0, l'atmosphère est statiquement stable. La valeur de |1/L| indique l'écart par rapport à la stabilité statique neutre. On notera que dans ce cas {\displaystyle L=\infty }. Ainsi, lorsque |L| est petit, l'écart par rapport la stabilité neutre sera important (dans un sens ou dans l'autre). Cela veut dire que l'énergie cinétique sera dominante par rapport au cisaillement. La longueur de Monin-Obukhov est utilisée comme un facteur d'échelle pour la hauteur z.

## Formulaire pour les relations de similitude
La théorie de la similitude paramétrise les flux dans la couche de surface comme une fonction de la longueur réduite ζ = z/L. D'après le théorème de Vaschy-Buckingham de l'analyse dimensionnelle, deux groupes sans dimension peuvent être formés à partir du jeu de paramètres de base {\displaystyle \{u_{*},g/{\overline {\theta _{v}}},\partial {\overline {u}}/\partial z,z,{\overline {w'\theta _{v}'}}\}},
{\displaystyle {\dfrac {\kappa z}{u_{*}}}{\dfrac {\partial {\overline {u}}}{\partial z}}}, et {\displaystyle \zeta ={\dfrac {z}{L}}}
À partir de là, une fonction {\displaystyle \varphi _{M}(\zeta )} peut être déterminée pour décrire empiriquement les relations entre les 2 quantités sans dimension. Cette fonction est appelée une fonction universelle. De même, {\displaystyle \varphi _{H}(\zeta )} peut être définie par à partir du groupe sans dimension du profil de température moyenne. Le vent moyen et le profil de température satisfont donc les relations suivantes, :
{\displaystyle {\dfrac {\partial {\overline {u}}}{\partial z}}={\dfrac {u_{*}}{\kappa z}}\varphi _{M}(\zeta )}
{\displaystyle {\dfrac {\partial {\overline {\theta _{v}}}}{\partial z}}={\dfrac {\theta _{*}}{\kappa z}}\varphi _{H}(\zeta )}
où {\displaystyle \theta _{*}=-{\dfrac {\overline {w'\theta _{v}'}}{u_{*}}}} est la température dynamique caractéristique, {\displaystyle \varphi _{M}} et {\displaystyle \varphi _{H}} sont les fonctions universelles de la quantité de mouvement et de la chaleur. Les coefficients de diffusibilité des tourbillons pour les flux de quantité de mouvement et de chaleur sont définis comme suit : 
{\displaystyle K_{M}=\kappa z{\dfrac {u_{*}}{\varphi _{M}(\zeta )}},\ K_{H}=\kappa z{\dfrac {u_{*}}{\varphi _{H}(\zeta )}}}
{\displaystyle K_{M}} et {\displaystyle K_{H}} peut être reliés au nombre de Prandtl turbulent {\displaystyle Pr_{t}} comme suit :
{\displaystyle {\dfrac {K_{H}}{K_{M}}}={\dfrac {1}{Pr_{t}}}>1}
En pratique, les fonctions universelles doivent être déterminées à partir de données expérimentales lorsque l'on utilise la théorie de la similitude. Bien que le choix des fonctions universelles n'est pas unique, certaines fonctions explicites ont été proposées et généralement acceptées car lissant bien les données expérimentales.

## Fonctions universelles de la théorie de la similitude

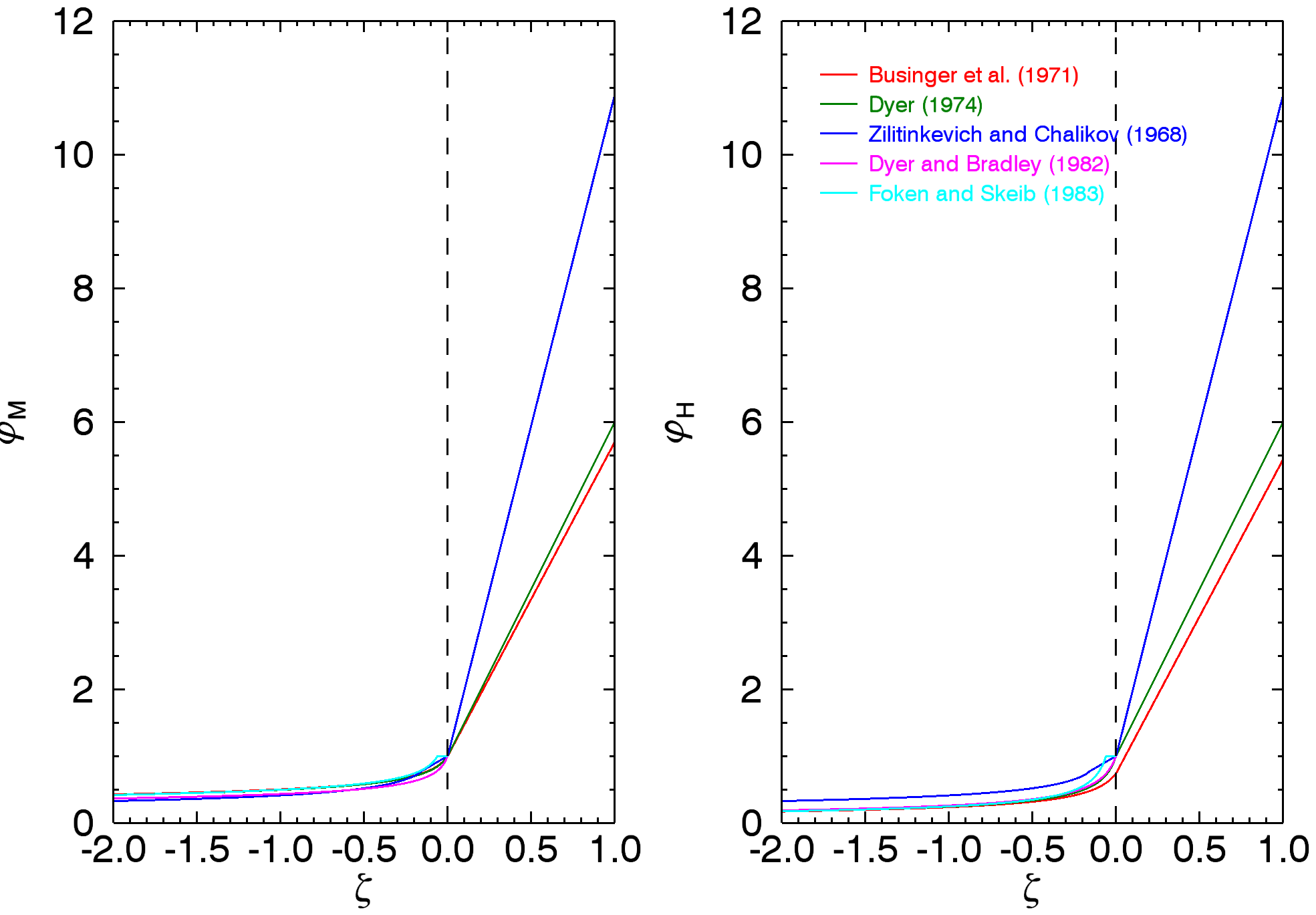
Fonctions universelles pour la théorie de la similitude de Monin-Obukhov

Plusieurs fonctions ont été proposées pour représenter les fonctions universelles de la théorie de la similitude. Puisque la longueur d'Obukhov est déterminée lorsque {\displaystyle L{\Big (}{\dfrac {\partial Ri}{\partial z}}{\Big )}_{z=0}=1}, la condition suivante doit être satisfaite par la fonction universelle choisie :
{\displaystyle \varphi (0)=1}
Une approximation au premier ordre pour le flux de moment est la suivante :
{\displaystyle \varphi _{M}(\zeta )=1+\beta \zeta }
où {\displaystyle \beta \approx 6}. Cependant, cette formule n'est utilisable que lorsque  {\displaystyle 0<\zeta <1}. Lorsque  {\displaystyle \zeta <0}, la relation devient :
{\displaystyle \varphi _{M}^{4}-\gamma \zeta \varphi _{M}^{3}=1}
où γ est un coefficient qui doit être déterminé à partir de données expérimentales. Cette équation peut être approchée par {\displaystyle \varphi _{M}=(1+\gamma \zeta )^{-1/4}} lorsque {\displaystyle -2<\zeta <0}.
Basée sur les résultats de l'expérience de 1968 au Kansas, les fonctions universelles suivantes ont été trouvées pour le vent moyen horizontal et la température potentielle virtuelle :
{\displaystyle \varphi _{M}(\zeta )={\begin{cases}(1-15\zeta )^{-1/4}&{\textrm {si}}\ -2<\zeta <0\\1+4,7\zeta &{\textrm {si}}\ 0<\zeta <1\end{cases}}}
{\displaystyle \varphi _{H}(\zeta )={\begin{cases}0,74(1-9\zeta )^{-1/2}&{\textrm {si}}\ -2<\zeta <0\\0,74+4,7\zeta &{\textrm {si}}\ 0<\zeta <1\end{cases}}}
D'autres méthodes qui déterminent les fonctions universelles utilisant la relation entre {\displaystyle \zeta } et {\displaystyle Ri} ont été utilisées,.
Pour les sous-couches ayant une rugosité importantes, comme les surfaces recouvertes de végétation ou les zones urbaines, les fonctions universelles doivent être modifiées pour tenir compte des effets de la rugosité.

## Vérification de la théorie
Une pléthore d'expériences ont été effectuées pour valider la théorie de la similitude. Mesures in situ et simulations par ordinateur ont généralement démontré la validité de la théorie.

### Mesures in situ

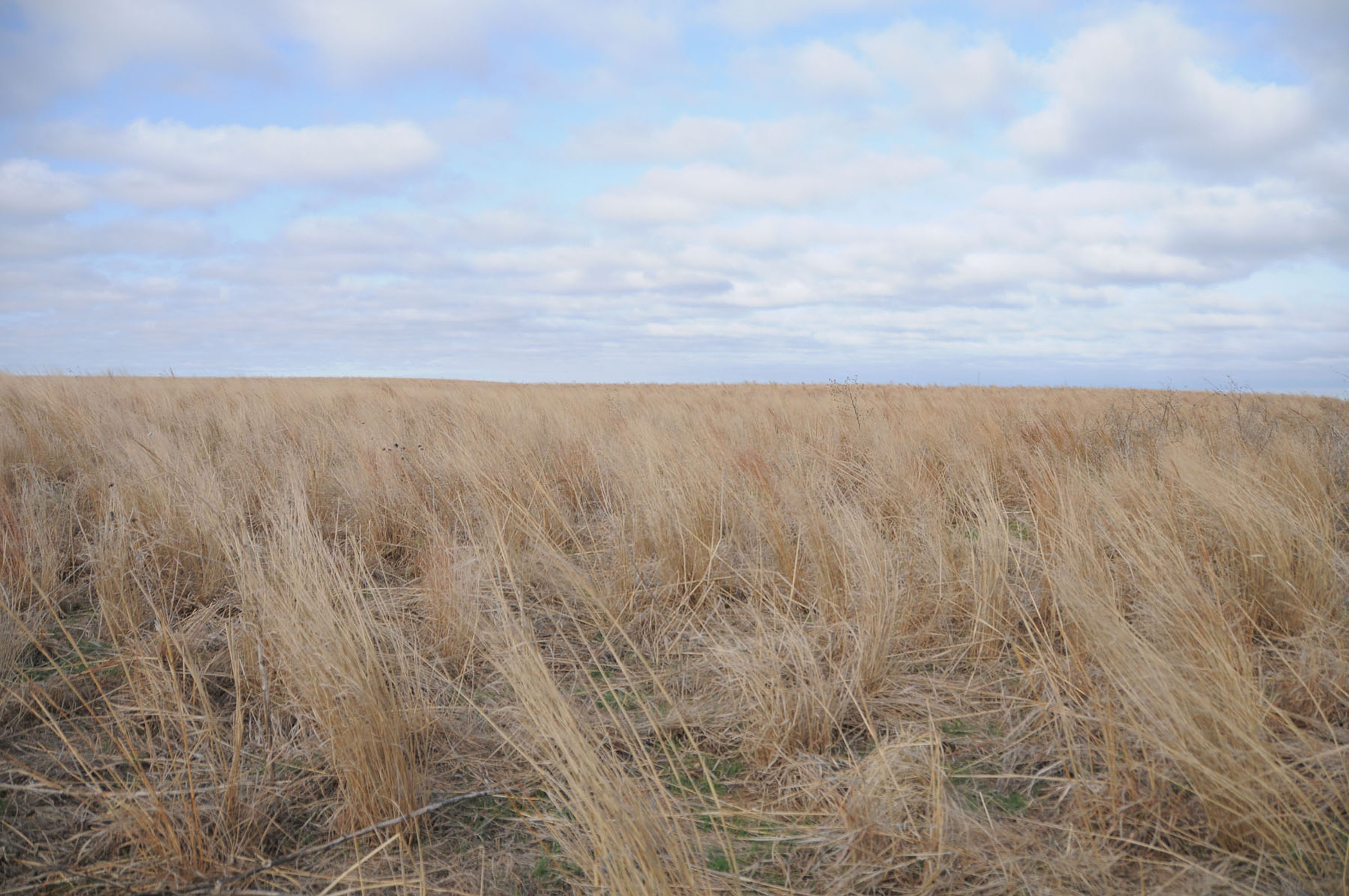
Un champ de blé typique du Kansas

L'expérience du Kansas de 1968 Kansas montrèrent un bon accord entre les mesures et les prévisions de la théorie de la similitude pour tout le spectre des paramètres de stabilité. Un champ de blé plat dans le Kansas servait de site expérimental. Le vent avait été mesuré à l'aide d'anémomètres placés à différentes hauteurs le long d'une tour de 32 m de hauteur. Le profil de températures avait été mesuré de la même manière. Les résultats expérimentaux montrèrent que le rapport entre la diffusibilité des tourbillons de chaleur et de quantité de mouvement étaient de l'ordre de 1.35 en conditions de stabilité neutre. Une expérience similaire fut effectuée au nord du Minnesota en 1973. Utilisa à la fois des mesures au sol et par radiosonde de la couche de surface et validèrent plus avant les prévisions de la théorie de la similitude.

### Simulations de tourbillons à grande échelle
En addition aux expériences in situ, l'analyse de la théorie de la similitude peut être effectuée en utilisant des simulations informatiques de  tourbillons à grande échelle à haute résolution. Ces simulations montrent que le champ des températures est en bon accord avec la théorie de la similitude. Cependant le champ des vitesses diverge significativement  par rapport à la théorie de la similitude.

## Limitations
La théorie de la similitude bien que vérifiée expérimentalement pour la couche de surface, est essentiellement une formulation empirique basée sur la clôture au premier ordre de la turbulence. Les erreurs associées aux fonctions universelles sont typiquement de l'ordre de 10%~20%. Lorsque l'on applique ces formules pour des surfaces recouvertes de végétation ou des terrains complexes, les différences peuvent être importantes. Comme les fonctions universelles sont en général déterminées lorsque le temps est sec, la validité de la théorie de la similitude n'a pas été vérifiée suffisamment lorsque le temps est humide.
Un paramètre de base de la théorie de la similitude est la production de flottabilité {\displaystyle {\dfrac {gQ}{T}}}. Il est argumenté qu'avec un tel jeu de paramètres, le changement d'échelle est appliqué aux caractéristiques globales de l'écoulement, tandis qu'une relation de similitude spécifique aux tourbillons utilise préférentiellement le taux de dissipation d'énergie ε0.
Cette approche permet d'expliquer les anomalies de la théorie de la similitude de Monin-Obukhov mais devient non locale en ce qui concerne les modèles et les expériences.